# John Henry Godfrey
John Henry Godfrey CB (Handsworth, 10 de julho de 1888 – Eastbourne, 29 de agosto de 1970) foi um oficial naval britânico que serviu na Marinha Real Britânica durante a Primeira e Segunda Guerra Mundial. 

## Biografia
Godfrey nasceu em Handsworth, East Sussex, e era filho de Godfrey Henry Godfrey. Ele estudou no Colégio do Rei Eduardo em Birmingham e no Colégio Bradfield em Bradfield, entrando no colégio naval HMS Britannia em 1903 como cadete.
Godfrey foi subindo pelas patentes no decorrer dos anos seguintes até tenente em 1909. Em seguida serviu em vários navios, primeiro no contratorpedeiro HMS Welland, depois na canhoneira HMS Bramble entre 1910 e 1912, no cruzador HMS Blanche em 1913, nos cruzadores blindados HMS Charybdis em 1914 e HMS Euryalus de 1914 a 1916, este último durante os primeiros anos da Primeira Guerra Mundial. Foi promovido a tenente-comandante em 1916 e serviu no Mar Mediterrâneo e no Mar Negro até 1919. Por seu serviço na guerra recebeu a Ordem do Nilo egípcia e a Legião de Honra francesa.
Ele foi nomeado subtenente do Estado-maior da Frota Doméstica em 1919 e foi promovido a comandante no ano seguinte. Godfrey serviu em diversas posições administrativas e burocráticas de 1921 até 1936, porém ainda assim atuou como segundo em comando do cruzador HMS Diomede de 1925 a 1928 e foi o oficial comandante do cruzador pesado HMS Suffolk entre 1931 e 1933. Nesse período foi promovido a capitão em 1928. De 1936 a 1938 comandou o cruzador de batalha HMS Repulse.
Godfrey foi promovido a contra-almirante em 1939, recebendo no mesmo ano a Ordem do Banho e sendo nomeado como o diretor da Divisão de Inteligência Naval, posição que ocupou até ser promovido a vice-almirante em 1942, durante a Segunda Guerra Mundial. Seu assistente pessoal na divisão foi Ian Fleming, que depois da guerra escreveria os romances de James Bond. Fleming baseou seu personagem M em seu antigo chefe, porém o próprio Godfrey não gostou muito de sua contraparte fictícia, comentando depois da morte de Fleming que "ele me transformou naquele personagem desagradável, M".
Godfrey foi nomeado oficial comandante da Marinha Real Indiana em fevereiro de 1943. Foi promovido a almirante em setembro de 1945 e aposentou-se em setembro do ano seguinte, retornando para o Reino Unido. Ele começou a escrever suas memórias em 1961 "como montes de material construtivo para os quais algum construtor-historiador pode um dia encontrar um uso". Essas memórias foram escritas em parte por suas próprias lembranças e documentos, porém também incorporam pedaços de outros diários e reminiscências. Godfrey morreu em Eastbourne em 1970 aos 82 anos de idade.